# Клуб Олега Блохіна

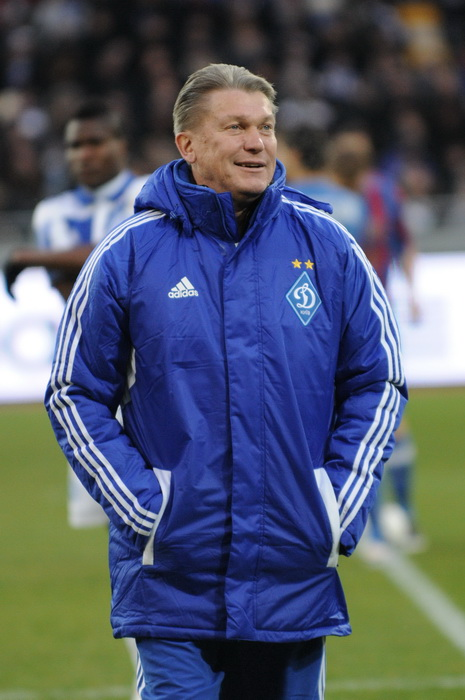
Олег Блохін

Клуб бомбардирів імені Олега Блохіна — символічна група українських та іноземних футболістів, які забили щонайменше 100 голів за час своєї кар'єри у вищій лізі чемпіонату України, Кубку України, європейських кубках, офіційних і товариських матчах збірної України, СРСР і СНД, а також у вищій лізі чемпіонатів СРСР, Кубку СРСР, чемпіонатах і кубках зарубіжних країн. Олег Блохін був першим з футболістів українських клубів радянських часів, хто досягнув цієї мети.
Мета ведення такого списку — збереження для історії українського футболу, найкращих показників бомбардирів України.

## Історія створення
В 1995 та 2007 роках, в довідниках самостійного видавництва, інформацію про Клуб Блохіна публікував статистик з Кривого Рогу Василь Гнатюк. В цих варіантах «Клуб Олега Блохіна», мав неповний вигляд, тобто у тих версіях Гнатюк використовував дані Миколи Жигуліна, в яких не враховані м'ячі, забиті українськими футболістами за кордоном та в клубах РСФСР. З тих часів, Василь Гнатюк, до цїєї теми більше не повертався.
У 2002 з'явився сайт, що подавав стислу інформацію щодо футболістів — членів Клубу Блохіна. Особливо мало було інформації, що стосувалася підрахунку голів та інших статистичних даних. 1 листопада 2002 за невідомих причин цей сайт припинив публікації зазначеного Клубу бомбардирів.
У листопаді 2009 року Іван Українець з села Великий Кучурів, Чернівецької області публікує таблицю Клубу Олега Блохіна, але на свій погляд, тобто без багатьох футболістів та відповідно без їх статистичних даних. Згодом, створений Українцем сайт, випадково відвідує футбольний статистик Віктор Хохлюк з міста Ровеньки, Луганської області (який вів цей Клуб до зустрічі з інтернетом, на папері) і пропонує йому свою допомогу щодо найбільш прийнятного ведення даного Клубу. Завдяки Вікторові Хохлюку, Клуб бомбардирів імені Олега Блохіна отримав Регламент, були додатково, зараховані нові вісім членів, адже сам Українець та багато хто з шанувальників футболу навіть не знав, що Олександр Пономарьов і Сергій Андрєєв починали свій шлях у великий футбол з української землі, а Микола Кудрицький, який трагічно пішов з життя в 1994 році, був навіть найкращим легіонером чемпіонату в Ізраїлі. До складу Клубу також ввійшли: Віктор Грачов, Олександр Косирін, Ігор Ніченко, Ігор Петров, Олег Саленко.
У квітні 2010 року між Українцем та Хохлюком відбувається конфлікт.
З квітня 2010 року до липня 2011 за підтримки одного з авторів сайту «Футболфан» [Архівовано 20 грудня 2021 у Wayback Machine.] Сергія Бондаренка, стали регулярно виходити статистичні публікації зазначеного Клубу бомбардирів, які щомісяця проводив Віктор Хохлюк. Вже пізніше цю ідею підтримали автори сайту про луганську «Зорю» — Юліан Шкіров і Микола Косогор та спортивне інформаційне агентство «Спорт України» [Архівовано 20 грудня 2021 у Wayback Machine.].
Регламент розроблений Віктором Хохлюком до Клубу Блохіна, був ним взятий за основу для інших своїх створених проектів, символічних Клубів імені — Євгена Рудакова та Максима Шацьких.
Також, важливо відзначити творчу майстерню газети «Український футбол», де був виготовлений логотип до Клубу бомбардирів імені Олега Блохіна.

## Назва Клубу
Олег Блохін, славетний бомбардир київського «Динамо», майже всі свої голи забив, виступаючи в українській команді («Динамо») — 265, із загальних 336. Блохін був першим серед українських футболістів, який забив 100 м'ячів на найвищому рівні. Сотий м'яч був забитий 8 листопада 1975 в домашньому матчі чемпіонату СРСР між київським «Динамо» та московським «Спартаком», тоді на 40-й хвилині гри другий м'яч у ворота «червоно-білих», забитий Блохіним, став для нього ювілейним, а спартаківці програли з рахунком — 1:3.
Олександр Пономарьов — вихованець футболу донбаського краю, свою першу сотню забив за російські команди радянських часів: 52 — у сталінградському «Тракторі», двічі відзначившись у складі московського клубу «Профспілки-1», 100 м'ячів провів, перебуваючи у московському «Торпедо», плюс 21-м м'ячем відзначився наприкінці своєї кар'єри у рідній команді — сталінському (тепер донецькому) «Шахтарі». Нині здійснюються пошукова діяльність щодо загальної кількості м'ячів, забитих цим гравцем, адже дуже багато протокольних прогалин у його спортивній біографії.

## Засідання Клубу Олега Блохіна
- 13 серпня 2010 вийшло перше засідання бомбардирської Клубу. І з того часу їх налічується вже вісімнадцять[3]. Заходи щодо освітлення діяльності Клубу українських бомбардирів щоквартально здійснюються на сторінках футбольного часопису «Український футбол» та на Всеукраїнському інформаційному агентстві «Sport.ua»[4]

- Основною метою переходу публікацій бомбардирської Клубу Олега Блохіна на всеукраїнське спортивне агентство «Sport.ua» стало більш широке висвітлення засідань Клубу для вболівальників та популяризації українського футболу в засобах масової інформації[5]

- З вересня 2011 року поновилися засідання Клубу Олега Блохіна на «старому-новому» сайті «Футболфан»[6], тобто зі старим складом адміністрації порталу, тільки на оновленому сайті.

- При проведенні зазначених засідань та обговорень, залучаються відомі українські статистики футболу[7][8], та самі дійові особи, тобто члени бомбардирського Клубу. Щоб ведення Клубу було не авторитарного типу — «Я так вирішив і все тут»… Питання про зміни у Регламенті або вирішення інших питань[9] з буття Клубу вирішуються шляхом опитування читачів інтернет-порталу та спеціалістами в області футбольної статистики. Причому вектор опитування досить широкий. Як кажуть: «Від Сходу до Західної границі нашої країни».

## Регламент
Право на вступ в Клуб Олега Блохіна мають футболісти:
1. Які забили за свою кар'єру, на найвищому рівні не менше 100 (ста) голів.
2. Які є вихованцями українського футболу, але пізніше отримали російське громадянство (Андрєєв).
3. Які відіграли велику роль в історії команд України (інших радянських республік) вищої ліги колишнього СРСР, Прем'єр-ліги (вищої ліги) України, які згодом отримали українське громадянство (Колотов, Старухін, Саленко, Леоненко).
4. Які виступали у складі національної збірної України
5. Іноземні футболісти, які забили у складі українських команд сто і більше голів в офіційних турнірах на вищому рівні.

- Для футболістів, членів Клубу зараховуються забиті голи в таких змаганнях:

1. чемпіонат (прем'єр-ліга), Кубок і Суперкубок України.
2. чемпіонат (вища ліга) і Кубок колишнього СРСР.
3. Кубок сезону (аналог Суперкубка України), Кубок Федерації футболу СРСР (аналог Кубка ліги) і Спартакіада народів СРСР 1979 року.
4. Кубок і Ліга Чемпіонів, Кубок УЄФА і Ліга Європи, Кубок Кубків, Суперкубок УЄФА, Кубок Інтертото, Міжконтинентальний Кубок і Клубний чемпіонат світу.
5. У чемпіонатах вищих ліг (прем'єр-ліг), національних кубках (суперкубках, кубках ліг) і євротурнірах під егідою УЄФА (Союз європейських футбольних асоціацій) та міжнародних турнірів під юрисдикцією ФІФА, а також п'яти футбольних міжнародних організацій, які є її членами:
  - АФК — Азійська конфедерація футболу — Азія та Австралія.
  - КАФ — Африканська конфедерація футболу — Африка.
  - КОНМЕБОЛ — Південноамериканська футбольна конфедерація — Південна Америка.
  - КОНКАКАФ — Конфедерація футболу Північної, Центральної Америки та країн Карибського басейну — Північна Америка і Центральна Америка.
  - ОФК — Конфедерація футболу Океанії — Океанія[10].
6. Голи за збірну України та збірну колишнього СРСР, у тому числі за олімпійські збірні.

Мета Клубу Олега Блохіна:
Об'єднати найкращих бомбардирів українських клубів (вихованців українського футболу) чемпіонатів, кубків колишнього СРСР, України та закордонних країн минулого століття і бомбардирів теперішнього покоління, для збереження славних традицій та історії українського футболу.

## Умовні найменування
- ЧУ — голи у вищій лізі чемпіонату України.
- КУ — голи в розіграшах Кубка і Суперкубка України.
- ЄК — голи в розіграшах Ліги чемпіонів (Кубка європейських чемпіонів), Ліги Європи (Кубка УЄФА), Суперубка УЄФА, Кубка володарів Кубків і Кубка Інтертото.
- ЗБ — голи в товариських і офіційних матчах збірної України, СРСР і СНД.
- ЧС — голи у вищій лізі чемпіонату СРСР.
- КС — голи в розіграшах Кубка СРСР, Кубка федерації футболу СРСР і Суперкубка СРСР.
- СН — голи на Спартакіаді народів СРСР 1979 року.
- ЗЧ — голи у розіграшах елітних ліг зарубіжних країн.
- КЗ — голи в розіграшах Кубків зарубіжних країн.

## Члени клубу
Статистика наведена станом на 4 травня 2025
| #  | Гравець              | Разом | ЧУ  | КУ | ЄК | ЗБ | ЧС  | КС | СН | ЗЧ  | КЗ | Клуби |
| 1  | Андрій Шевченко      | 374   | 83  | 21 | 67 | 48 | 0   | 0  | 0  | 136 | 19 | «Динамо», «Мілан», «Челсі» |
| 2  | Олег Блохін          | 336   | 0   | 0  | 26 | 44 | 211 | 34 | 4  | 14  | 3  | «Динамо» (К), «Форвертс», «Аріс» |
| 3  | Олег Протасов        | 275   | 0   | 0  | 6  | 29 | 125 | 14 | 0  | 88  | 13 | «Дніпро», «Динамо» (К), «Олімпіакос», «Верія», «Проодефтікі», «Гамба»                                                                            |
| 4  | Андрій Ярмоленко     | 232   | 113 | 19 | 26 | 46 | 0   | 0  | 0  | 22  | 6  | «Динамо» (К), «Боруссія» (Д), «Вест Гем», «Аль-Айн»                                                                                              |
| 5  | Сергій Ребров        | 219   | 123 | 20 | 31 | 15 | 2   | 1  | 0  | 19  | 8  | «Шахтар», «Шахтар», «Динамо» (К), «Тоттенгем», «Вест Гем», «Фенербахче», «Рубін»                                                                 |
| 6  | Олександр Пономарьов | 184   | 0   | 0  | 0  | 0  | 150 | 34 | 0  | 0   | 0  | «Трактор» (Сталінград), «Профспілки-1» (Москва), «Торпедо» (Москва), «Шахтар»                                                                    |
| 7  | Євген Селезньов      | 183   | 118 | 12 | 14 | 11 | 0   | 0  | 0  | 19  | 9  | «Арсенал» (Київ), «Шахтар», «Дніпро», "Колос", «Минай», «Кубань», «Карабюкспор», «Акхісар», «Бурсаспор»                                          |
| 8  | Максим Шацьких       | 171   | 124 | 24 | 23 | 0  | 0   | 0  | 0  | 0   | 0  | «Динамо» (К), «Арсенал» (Київ), «Говерла» (Ужгород)                                                                                              |
| 9  | Андрій Воробей       | 152   | 105 | 25 | 13 | 9  | 0   | 0  | 0  | 0   | 0  | «Шахтар», «Дніпро», «Арсенал», «Металіст» |
| 10 | Марко Девич          | 152   | 90  | 4  | 16 | 7  | 0   | 0  | 0  | 28  | 7  | «Волинь», «Металіст», «Шахтар», «Рубін», «Ростов», «Вадуц», «Сабах», «Вождовац»                                                                  |
| 11 | Іван Гецко           | 151   | 67  | 7  | 5  | 1  | 14  | 10 | 0  | 45  | 2  | «Закарпаття», СКА «Карпати», «Чорноморець», «Чорноморець», «Дніпро», «Карпати», «Кривбас», «Металіст», «Маккабі» (Х), «Локомотив» (НН), «Аланія» |
| 12 | Ігор Ніченко         | 141   | 24  | 3  | 1  | 0  | 0   | 1  | 0  | 98  | 14 | «Поділля», «Металіст», «Кривбас», «Штадлер», «Ференцварош», «Дунаферр», «Раба ЕТО»                                                               |
| 13 | Жуніор Мораес        | 134   | 103 | 7  | 23 | 1  | 0   | 0  | 0  | 0   | 0  | "Металург" (Донецьк), "Динамо" (К), "Шахтар" |
| 14 | Сергій Андрєєв       | 130   | 0   | 0  | 2  | 13 | 82  | 13 | 5  | 15  | 0  | «Зоря», СКА (Р/Д), «Ростсільмаш» (Р/Д), «Ростсільмаш» (Р/Д), «Естер» (Векше), «М'єльбю»                                                          |
| 15 | Олександр Гладкий    | 129   | 99  | 17 | 9  | 1  | 0   | 0  | 0  | 0   | 3  | «Металіст», ФК «Харків», «Шахтар», «Дніпро», «Карпати», «Чорноморець», «Зоря», «Різеспор»                                                        |
| 16 | Луїс Адріану         | 128   | 77  | 19 | 32 | 0  | 0   | 0  | 0  | 0   | 0  | «Шахтар» |
| 17 | Артем Мілевський     | 126   | 57  | 14 | 16 | 8  | 0   | 0  | 0  | 27  | 4  | «Динамо» (К), «Газіантепспор», «Хайдук», «Спліт», «Конкордія», «Кішварда», «Динамо-Берестя»                                                      |
| 18 | Ігор Петров          | 123   | 18  | 4  | 2  | 0  | 52  | 8  | 0  | 28  | 11 | «Шахтар», «Шахтар», «Металург» (Д), «Бейтар» (Т-А), «Маккабі Іроні»                                                                              |
| 19 | Олег Саленко         | 120   | 7   | 1  | 7  | 0  | 31  | 17 | 0  | 48  | 9  | «Зеніт» (Ленінград), «Динамо» (К), «Динамо» (К), «Логроньєс», «Валенсія», «Рейнджерс» (Глазго)                                                   |
|    | Віктор Циганков      | 120   | 77  | 4  | 13 | 13 | 0   | 0  | 0  | 13  | 0  | «Динамо» (К), «Жирона» |
| 21 | Вадим Євтушенко      | 119   | 0   | 0  | 10 | 1  | 59  | 12 | 0  | 30  | 7  | «Динамо» (К), «Дніпро», АІК |
| 22 | Олександр Паляниця   | 115   | 79  | 22 | 4  | 0  | 0   | 1  | 0  | 6   | 3  | «Дніпро», «Кривбас», «Верес», «Карпати», «Металіст», «Спартак», ЛАСК (Лінц)                                                                      |
|    | Артем Довбик         | 115   | 50  | 4  | 8  | 11 | 0   | 0  | 0  | 39  | 3  | «Дніпро», «Мідтьюлланн», «Сеннер'юск», «Дніпро-1», «Жирона», «Рома»                                                                              |
| 24 | Олександр Гайдаш     | 114   | 96  | 9  | 0  | 0  | 0   | 4  | 0  | 5   | 0  | «Шахтар» (Д), «Новатор», «Таврія», «Сариєр», «Таврія», «Металург» (М), «Маккабі» (Г), «Маккабі» (Я)                                              |
| 25 | Геннадій Литовченко  | 112   | 1   | 0  | 11 | 15 | 56  | 11 | 0  | 12  | 6  | «Дніпро», «Динамо» (К), «Олімпіакос», «Нива-Борисфен», «ЦСКА-Борисфен», «Чорноморець», «Адміра-Ваккер», АЕЛ                                      |
|    | Роман Яремчук        | 112   | 5   | 1  | 19 | 17 | 0   | 0  | 0  | 62  | 8  | «Динамо» (К), «Олександрія», «Гент», «Бенфіка», «Брюгге», «Валенсія», «Олімпіакос»                                                               |
| 27 | Олег Гусєв           | 111   | 58  | 18 | 22 | 13 | 0   | 0  | 0  | 0   | 0  | «Фрунзенець-Ліга-99», «Арсенал», «Борисфен», «Динамо»                                                                                            |
| 28 | Віталій Старухін     | 110   | 0   | 0  | 3  | 0  | 84  | 23 | 0  | 0   | 0  | «Спутнік», СКА (О), «Будівельник», «Шахтар» (Д)                                                                                                  |
| 29 | Віктор Колотов       | 109   | 0   | 0  | 8  | 22 | 62  | 14 | 3  | 0   | 0  | «Чайка», «Трудові Резерви», «Рубін», «Динамо» (К)                                                                                                |
| 30 | Віктор Леоненко      | 108   | 67  | 12 | 9  | 6  | 9   | 0  | 0  | 5   | 0  | «Геолог», «Динамо» (М), «Динамо» (К), ЦСКА, «Закарпаття»                                                                                         |
| 31 | Руслан Любарський    | 107   | 4   | 3  | 7  | 0  | 0   | 0  | 0  | 79  | 14 | «Металург (З)», Земплін (Михайлівці), «Гуменне», «Кошице», «Маккабі» (Нетанія)                                                                   |
| 32 | Леонід Буряк         | 106   | 0   | 0  | 14 | 11 | 63  | 16 | 2  | 0   | 0  | «Чорноморець», «Динамо» (К), «Торпедо» (М), «Металіст», «ПС Кемі», «Вантаан Палло-70»                                                            |
|    | Микола Кудрицький    | 106   | 0   | 0  | 2  | 0  | 29  | 12 | 0  | 51  | 12 | «Колос», «Кривбас», «Дніпро», «Бней Єгуда» (Т-А)                                                                                                 |
|    | Сергій Мізін         | 106   | 90  | 14 | 2  | 0  | 0   | 0  | 0  | 0   | 0  | «Динамо», ЦСКА, «Чорноморець», «Дніпро», «Карпати», «Кривбас», «Металіст», «Арсенал»                                                             |
| 35 | Михайло Соколовський | 105   | 0   | 0  | 5  | 0  | 87  | 13 | 0  | 0   | 0  | «Авангард», СКА (К), СК «Чернігів», «Металург» (З), «Шахтар» (Д), {«Кристал»                                                                     |
|    | Віктор Грачов        | 105   | 0   | 3  | 5  | 1  | 66  | 11 | 0  | 19  | 0  | «Дзержинець», «Спартак» (О), «Колхозчі», «Торпедо» (М), «Шахтар» (Д), «Спартак» (М), «Дебрецен», БВСК                                            |
|    | Олександр Заваров    | 105   | 0   | 0  | 8  | 6  | 56  | 11 | 0  | 17  | 7  | «Зоря», СКА (Р), «Динамо» (К), «Ювентус», «Нансі», «Сен Дізьє»                                                                                   |
| 38 | Тимерлан Гусейнов    | 104   | 85  | 8  | 2  | 8  | 1   | 0  | 0  | 0   | 0  | «Зоря», СКА (К), ЦСКА, «Металург» (З), «Зоря-МАЛС», «Чорноморець», «Спартак» (С)                                                                 |
| 39 | Олександр Косирін    | 103   | 84  | 13 | 2  | 0  | 0   | 0  | 0  | 4   | 0  | «Віктор», «Торпедо» (З), «Динамо», ФК «Черкаси», ЦСКА, «Арсенал», «Чорноморець», «Металург» (Д), «Маккабі» (Т-А)                                 |
| 40 | Олег Ящук            | 102   | 10  | 0  | 4  | 0  | 0   | 0  | 0  | 79  | 9  | «Нива» (Т), «Андерлехт», «Серкль», «Ерготеліс»                                                                                                   |
| 41 | Сергій Назаренко     | 100   | 73  | 7  | 8  | 12 | 0   | 0  | 0  | 0   | 0  | «Дніпро», «Таврія», «Чорноморець», «Металіст» |

* за однакової кількості голів перевагу має гравець, який забив більше голів в чемпіонатах СРСР, а потім України.
* Жирним шрифтом позначені гравці, які продовжують виступи.
* Перекресленим шрифтом позначено клуби, голи за які не зараховуються.

## Найближчі кандидати на вступ до Клубу Олега Блохіна
| # | Гравець          | Разом | ЧУ | КУ | ЄК | ЗБ | ЗЧ | КЗ |
| 1 | Євген Коноплянка | 97    | 39 | 2  | 15 | 21 | 12 | 8  |
| 2 | Олександр Ковпак | 92    | 77 | 14 | 1  | 0  | 0  | 0  |
| 3 | Артем Кравець    | 90    | 36 | 6  | 4  | 8  | 31 | 5  |
| 4 | Денис Олійник    | 88    | 42 | 2  | 4  | 0  | 32 | 8  |
| 4 | Роман Безус      | 88    | 29 | 3  | 9  | 5  | 36 | 6  |
| 5 | Марлос           | 88    | 68 | 7  | 12 | 1  | 0  | 0  |